# Kostel Saint-Jacques-du-Haut-Pas
Kostel Saint-Jacques-du-Haut-Pas je katolický farní kostel v 5. obvodu v Paříži, na rohu ulic Rue Saint-Jacques a Rue de l'Abbé de l'Épée. Kostel je zasvěcený svatému Jakubovi Menšímu a svatému Filipovi.

## Historie
Pozemek, na kterém dnes stojí kostel, patřil od roku 1180 řádovým bratřím sv. Jakuba z Altopascia v Toskánsku. Původ názvu kostela du-Haut-Pas pochází ze zkomoleného názvu vesnice Altopascio. I když řád v roce 1459 rozpustil papež Pius II., několik bratří se rozhodlo zde zůstat.
Kateřina Medicejská pozvala v roce 1572 na toto místo benediktiny, kteří se usídlili v místě dnešního domu 82 na Rue Saint-Denis. Jejich klášter Saint-Magloire vznikl ze špitálu, kde byly uloženy ostatky svatého Magloira. Ostatky světce původem z Bretaně přenesl do Paříže v roce 923 Hugo Kapet, když Normané zaútočili na Bretaň. Relikvie byly během Velké francouzské revoluce tajně ukryty a objeveny až v roce 1835 při usazení nového oltářního kamene.
Zdejší populace využívala ke mším benediktinskou kapli, což mniši nechtěli akceptovat. Biskup proto vydal pokyn k výstavbě nového kostela sousedícího s klášterem Saint-Magloire. Malý kostel byl vystavěn roku 1584 a patřil k farnostem Saint-Hippolyte, Saint-Benoît a Saint-Médard. Jeho chór byl orientován na východ (na rozdíl od současného kostela).
Kostel ale zanedlouho nedostačoval a v roce 1630 Gaston Orleánský rozhodl o jeho přestavbě. Zadní stěna kostela byla zbořena, jeho orientace otočena a vstup tak vedl na Rue Saint-Jacques. Práce ovšem postupovaly pomalu kvůli nedostatku peněz. Klenba původně zamýšlená v gotickém slohu nebyla realizována. Dne 9. dubna 1633 rozhodl Pařížský parlament o zřízení samostatné farnosti. Protože už existoval v Paříži kostel zasvěcený svatému Jakubu Většímu – Saint-Jacques-de-la-Boucherie, z něhož se dnes dochovala pouze zvonice (Věž Saint-Jacques), byl nový kostel zasvěcen svatému Jakubovi Menšímu a svatému Filipovi a oba jsou patrony kostela dodnes.

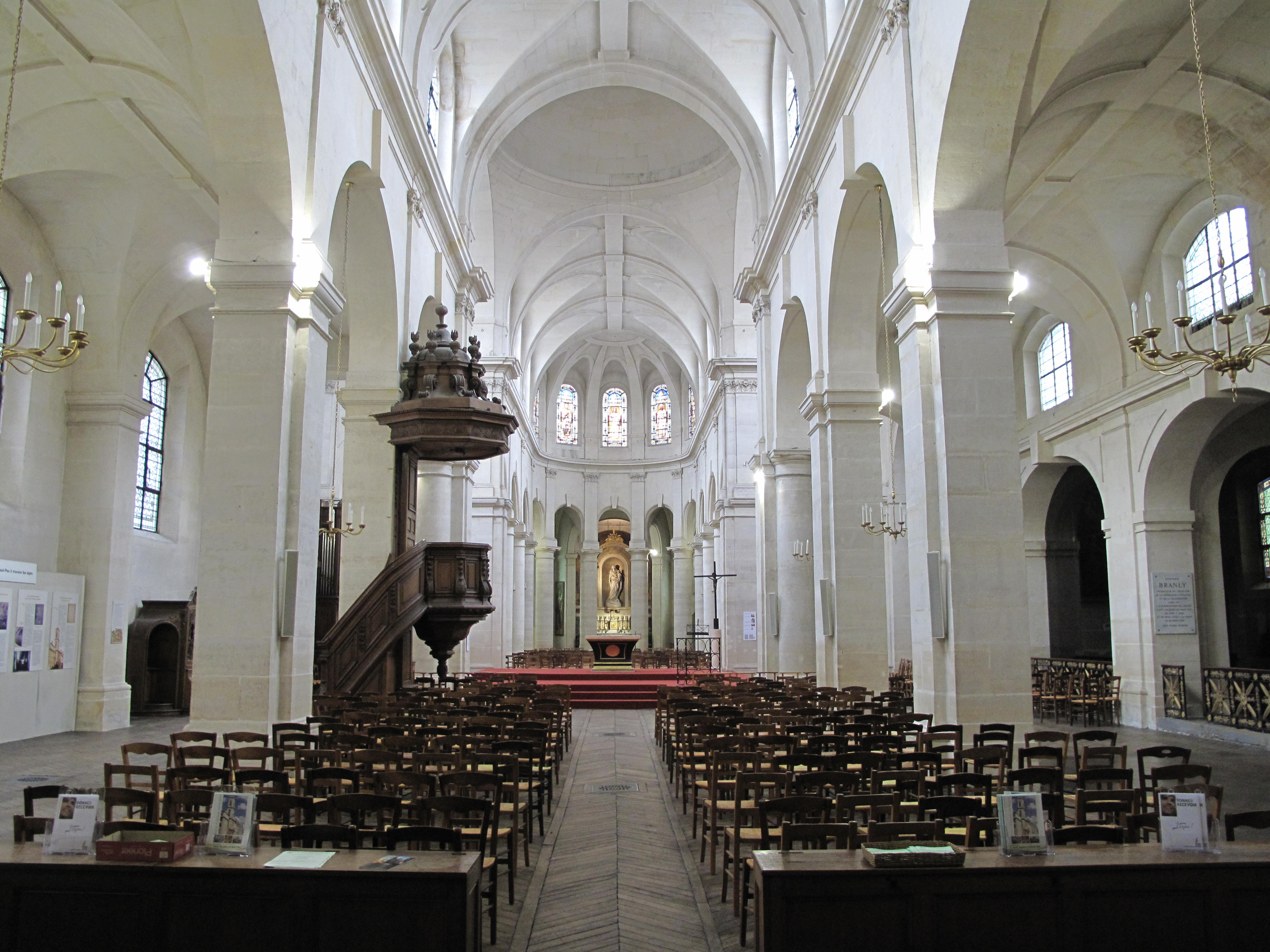
Pohled do lodi kostela

Stavební práce byly obnoveny v roce 1675 a architektem byl stanoven Daniel Gittard (1625–1686), který vystavěl chór kostela Saint-Sulpice, a který navrhl fasádu kostela. Ale tyto plány nebyly realizovány Ze dvou věží zamýšlených Gittardem byla dokončena pouze jedna o dvojnásobné výši. Dne 6. května 1685 byly hlavní stavební práce ukončeny. Kaple Panny Marie byla dokončena až o několik let později podle plánů architekta Libérala Bruanta.
Kostel byl během Velké francouzské revoluce vyplněn a v roce 1793 se stal jedním z 15 pařížských kostelů povolených Konventem ke katolickým bohoslužbám. V roce 1797 zákon umožnil využívat kostel pro různé náboženské účely, a proto se stal kostel centrem teofilantropů, kteří využívali chór, zatímco katolíci měli vyčleněnou loď. V roce 1801 po konkordátu s Vatikánem získala farnost opět celou stavbu.
V 19. století, především za Červencové monarchie a Druhého císařství byl kostel vyzdoben v duchu jansenismu. Město Paříž věnovalo kostelu varhanní skříň a kazatelnu pocházející z kostela Saint-Benoît-le-Bétourné, strženého roku 1854 při výstavbě nových budov Sorbonny. Výzdobu kaple Panny Marie provedl v roce 1868 Auguste-Barthélemy Glaize, žák Achille Devéria.
Stavba je od roku 1957 chráněna jako historická památka.
Kostel se v 17. století stal významným centrem jansenismu. V roce 1625 rozhodla abatyše kláštera Port-Royal Angélique Arnaud o zřízení pobočného kláštera v Paříži na ulici Rue du Faubourg-Saint-Jacques. Vztahy mezi klášterem a zdejší farností byly velmi úzké. V kostele byl pohřben Jean Duvergier de Hauranne (1581–1643), který se zasloužil o rozšíření jansenismu ve Francii a jeho hrob se stal významným poutním místem. Vévodkyně de Longueville, Anne Geneviève de Bourbon-Condé (1619–1679), sestra Ludvíka II. Bourbon-Condé byla ochránkyní kláštera Port-Royal a byla v něm pohřbena. Když byl klášter zničen, bylo její srdce uloženo v kapli kostela Saint-Jacques-du-Haut-Pas. V kostele jsou mj. pohřbeni astronom Giovanni Domenico Cassini (1625–1712) nebo matematik Philippe de La Hire (1640–1718).